# Afone Telecom
 (octobre 2011).
 (septembre 2024).
Causes possibles :
- Rédaction non-neutre car ne respectant pas la synthèse équilibrée attendue.
- Plan structurant la page comme une brochure promotionnelle ou une plaquette institutionnelle.
- Nombreuses informations sans réelle pertinence encyclopédique et pourtant montées en épingle. Ceci peut notamment se faire en recourant à des sources primaires ou non centrées, ou encore à un « cherry picking » des sources ; dans certains cas, cette utilisation des sources peut même donner lieu à une « synthèse inédite ».

Rappel : la pertinence des informations est à démontrer par des sources secondaires indépendantes et de qualité traitant le sujet.
Afone Télécom est un opérateur télécom destiné aux professionnels. Il appartient au groupe de services en télécommunication Afone.

## Histoire
La marque Afone Télécom obtient sa licence d'opérateur de services télécoms en 1999. Aujourd’hui, elle est le premier opérateur spécialisé dans commerces organisés et des enseignes. En 2005, Afone Télécom renforce sa position grâce à la signature d’un accord avec Completel.
Grâce à son réseau national, Afone propose des prestations destinées à optimiser tous les usages télécoms des professionnels : opérateur mobile, monétique, sécurité, téléphonie/fax, Internet, Vpn.
Afone vend pour pour le commerce autonome, le commerce organisé (enseignes multipoints de vente, réseau de franchise) et les entreprises (PME, TPE, flottes, grands comptes).

## Services Afone Télécom
Afone Télécom dédie ses services d’opérateur de télécom aux :
- commerces de proximité, professions libérales et artisans
- professionnels de la santé
- commerces organisés et réseaux de franchise
- entreprises
- banques

## Prestations Afone Télécom
- Amélioration des relations clients (SVI)
- Optimisation des coûts de télécoms (IP centrex)
- Gestion des appels sortants
- Sécurisation des échanges inter-sites (IP VPN)

Depuis 2006, Afone Télécom propose une AfoneBox aux professionnels. Sont inclus plusieurs services comme l’accès Internet en ADSL, la téléphonie fixe, un service de fax et les coûts des terminaux de paiements. 
En 2007, le Groupe Afone telecom propose une nouvelle offre de téléphonie mobile (MVNO) sur le réseau SFR pour le groupement de distribution Leclerc. Afone lance La marque LeclercMobile à destination du grand public. La distribution des offres est réalisée dans les centres Leclerc.
En 2009, Afone lance sa propre marque de téléphonie mobile sur Internet AfoneMobile à destination des professionnels et du grand public. Depuis 2011, les offres sont disponibles dans plus de 2500 distributeurs en France.
En 2010, Afone rachète Primus, opérateur international de télécommunications.
En 2011, Afone lance Afone paiement, qui devient un établissement de paiement agréé par la Banque de France. 
Après le lancement en septembre 2010 de sa plateforme de paiement, AfonePilot , l’opérateur de paiement élargit son offre en lançant AfonePilot Pro : un nouveau service de monétique centralisée permettant aux enseignes d’optimiser leurs encaissements cartes et chèques tant au niveau opérationnel que financier. 
AfonePilot Pro élargit le champ d’application de la plateforme AfonePilot et complète les services de
monétique autonome d’AfonePilot Vision.

## Chiffre d'affaires
Le chiffre d’affaires d’Afone Télécom a augmenté en 2011 pour dépasser celui de 2010. Il s’est élevé à 20 142 k€ au premier trimestre 2011 contre 17 044 k€ à la même période en 2010, soit une hausse de 18,2 %.

## Sources
(octobre 2011).
- Boursorama
- Actualités Boursorama
- Chiffre d'Affaires Afone
- Afone Institutionnel
- Franchise Magazine
- News Banques
- L'Hôtellerie Restauration
- La Tribune